# الفضل بن العباس بن المأمون
اَلفَضْل بنُ العَبَّاس بنُ عَبدُ الله المأموُن العبَّاسيّ الهاشِمي القُرشيّ (توفي 273 هـ / 886 م) أميرٌ عبَّاسي، ونديم الخَليفتين مُحَمَّد المُنتصر، ومُحَمَّد المُعتز، وعاصر فَوْضَى سامرَّاء التي أدت لخلع ومقتل أربعة خُلفاء بين 861 و870 م كما شهد عودة سُلطة الخلافة حتى توفي في عهد الخليفة أحمد المعتمد على الله.

## نسبه
الفَضْل بنُ العَبَّاس بن عبدُ الله المأموُن بن هارُون الرَّشيد بن مُحَمَّد المِهديّ بن أبي جَعْفَر اَلمَنْصُور بن مُحَمَّد بن عليّ بن عَبدِ الله بن اَلعبَّاس بن عبد المُطلب بن هاشِم بن عبد مناف بن قُصي بن كِلاب بن مُرة بن كَعب بن لُؤي بن غالِب بن فَهر بن مالك بن النَّضر بن كِنانة بن خُزَيمة بن مُدرِكة بن إلياس بن مَضَر بن نِزار بن مُعد بن عدنان.

## رواياته
قال: كنت مع المعتز في الصيد فانقطعنا عن الموكب هو وأنا ويونس بن بغا ونظرنا إلى دير فيه ديراني يعرفني وأعرفه، ظريف مليح، فشكى المعتز العطش، فقلت: هاهنا ديراني ظريف مليح، فقال: مر بنا، فجئنا فخرج إلينا وأخرج لنا ماء باردا، وسألنى عن المعتز ويونس، فقلت: فتيان من أبناء الجند، فقال لي: تأكلون شيئا؟ قلنا: نعم، فأخرج لنا ألطف شيء في الدنيا. وأكلنا أطيب أكل، وجاءنا بأطيب أشنان وأحسن آلة، فاستظرفه المعتز وقال لي: قل له بينك وبينه: من تحب أن يكون معك من هذين لا يفارقك؟ فقلت له، فقال: كلاهما وتمرا، فضحك المعتز حتى مال على الحائط، فقلت للديراني: لا بد من أن تختار، فقال: الاختيار والله في هذا دمار، ما خلق الله عقلا يميز بين هذين، ولحقنا الموكب، فارتاع الديراني، فقال له المعتز: بحياتي لا ننقطع عما كنا فيه، وفرحنا ساعة، ثم أمر له بخمسمائة ألف درهم. فقال: لا والله لا قبلتها إلا على شريطة، قال: ما هي؟ قال: يجيب أمير المؤمنين دعوتي مع من أراد، قال: ذلك لك، فوعدنا ليوم فجئناه، فأنفق علينا المال كله فوصله المعتز بمثله وانصرفنا.
كما روى حِكايةً، حيث قال: قال لي المنتصر: أبشرك رأيت البارحة في منامي، كأنى صعدت إلى درجة فبلغت نصفها وإذا قائل يقول: استكمل خمسا وعشرين سنة، فأنا أملك خمسا وعشرين، قال: فمات بعد ثالثة، فنظرت فإذا سنه خمس وعشرون سنة، وكان ذلك عام 862 م، بعد أن قُتل على يد الجنرالات التُّرك.

## وفاته
ذكر الصُّوليّ أنَّ الفضْل تُوفي في جمادى الأولى 273 هـ المُوافق لـ أكتوبر 886 م